# Waldegg (Winterthur)

Karte des Quartiers

Waldegg ist ein Quartier der Stadt Winterthur im Schweizer Kanton Zürich, das zum Stadtkreis 3 (Seen) gehört.

## Geografie
Das Quartier liegt westlich des Seemer Ortszentrum. Die Tösstalstrasse bildete die Grenze zum Quartier Waser im Nordwesten und südöstlich liegt das Quartier Ganzenbühl, dessen Grenze entlang des Steinackerwegs, Hermannstrasse und Bühlackerstrasse verläuft. Nach den Pünten im Nordwesten Waldeggs grenzt das Quartier Endliker im Stadtkreis Mattenbach, am Rand des Eschenbergwaldes besitzt das Quartier noch einen Grenzverlauf mit dem Quartier Deutweg, dass ebenfalls zu Mattenbach gehört.
Der im Seemer Zentrum eingedolte Mattenbach tritt an der Heinrich-Bosshard-Strasse wieder an die Oberfläche.

## Bildung
Zentral im Quartier liegt die Primarschule und der Kindergarten Steinacker, der ebenfalls zur Schule gehörende Kindergarten Waldegg liegt im Süden des Quartiers. Die Sekundarschule besuchen die Schüler im Schulhaus Büelwiesen im Zentrum Seens.

## Bevölkerung
Mit 30 % ist der Anteil der über 65-Jährigen mehr doppelt so hoch wie der städtische Schnitt von 15 %, es ist das Quartier mit dem höchsten Anteil Personen in dieser Altersgruppe, dafür ist der Anteil der arbeitstätigen Bevölkerungsschicht von 20 bis 64 mit 53,7 % der niedrigste der Stadt (Durchschnitt: 65,4 %). Der Ausländeranteil des Quartiers liegt bei 23 % und ist damit unter dem städtischen Schnitt.

## Geschichte
Das Gebiet des Quartiers gehört, obwohl nahe an dessen gelegen, nicht zum ursprünglichen Siedlungsgebiet Seen. Waldegg entstand ab den späten 1960er-Jahren mit einer mittelständische Überbauung entlang der Waldegg- und Heinrich-Bosshardstrasse mit maximal vier Geschossen. Diese stand im Gegensatz zur grossstädtischen Überbauung im Quartier Waser, die zur gleichen Zeit auf der anderen Seite der Tösstalstrasse entstand. Im Frühling 1976 wurde das im Quartier gelegene Schulhaus Steinacker eröffnet, dessen Bau dank vorfabrizierten Bauelementen lediglich 13 Monate in Anspruch nahm. Später entstanden, ebenfalls den Charakter des Quartiers betonend, entlang des Siedlungsrand Einfamilienhäuser.

## Verkehrsanbindung
Das Quartier wird entlang der Tösstalstrasse durch die Trolleybuslinie 2 (Wülflingen–HB–Seen) von Stadtbus Winterthur bedient, deren Haltestellen «Waldegg» und «Hinterdorf Seen» am Rande des Quartiers liegen.